# Port lotniczy Abisu
Port lotniczy Abisu (port. Aeroporto Abisu, ICAO: WPFL) – port lotniczy zlokalizowany w Fuiloro, w Timorze Wschodnim.